# Den Beer Poortugael (geslacht)
Den Beer Poortugael is een van oorsprong Schiedams geslacht waarvan leden sinds 1903 tot de Nederlandse adel behoren.

## Geschiedenis
De stamreeks begint met Arien Ariensz. 't Monick die vermeld wordt in 1582 en 1584. Zijn kleinzoon Leendert (1613-1668) noemde zich den Beer. Diens gelijknamige kleinzoon Leendert den Beer (1669-1738) werd raad, schepen en burgemeester van Schiedam, net als diens zoon mr. Pieter den Beer (1707-1746) en kleinzoon Leonardus den Beer, heer van Nieuwland, Korteland en 's Graveland (1743-1806).
Mr. Pieter den Beer (1707-1746) trouwde in 1742 met Anna Margaretha van der Heim (1710-1790), dochter van Hendrik van der Heim en Adriana Poortugael; hun kleinzoon mr. Jacobus Catharinus Cornelis den Beer Poortugael (1775-1813) nam de naam Den Beer Poortugael aan. Twee kleinzonen van de laatste werden in 1903 verheven in de Nederlandse adel.

## Enkele telgen
Mr. Jacobus Catharinus Cornelis den Beer Poortugael (1775-1813), raad van Gouda
- Diederik Jacobus den Beer Poortugael (1800-1879), 1e luitenant, ridder Militaire Willems-Orde
  - Jhr. Jacobus Catharinus Cornelis den Beer Poortugael (1832-1913), minister
    - Jhr. Anton Willem den Beer Poortugael (1864-1940), kapitein
      - Jhr. Idzerd Frans den Beer Poortugael (1897-1977), burgemeester van Veere
        - Jhr. Willem Leonard den Beer Poortugael (1938-2017), kunstfotograaf

    - Jhr. mr. Louis den Beer Poortugael (1865-1939), bankier
      - Jhr. mr. Willem Herman den Beer Poortugael (1906-1991), advocaat en golfer
        - Jhr. Johan Leopold den Beer Poortugael (1941), assuradeur
          - Jkvr. drs. Maria Louisa Alexandra (Bibi) den Beer Poortugael (1964), grootmeesteres van koning Willem-Alexander; trouwde in 1992 met Philip Hugo graaf van Zuylen van Nijevelt (1962), mede-directeur van het pretpark Duinrell

    - Jkvr. Catharina Louisa den Beer Poortugael (1872-1944); trouwde in 1898 met mr. Cornelis Eliza Anna baron van Till (1871-1944), bankier, wethouder van Driebergen
    - Jkvr. Hermina Clasina den Beer Poortugael (1874-1945); trouwde in 1899 met mr. Aeneas baron Mackay (1872-1932), lid gemeenteraad van 's Gravenhage en van provinciale staten van Zuid-Holland

  - Jhr. Diederik Jacob Herman Nicolaas den Beer Poortugael (1837-1913), luitenant-kolonel
    - Jhr. Hendrik Jan den Beer Poortugael (1870-1942), luitenant-kolonel infanterie
      - Jkvr. Alida Wijnckoline den Beer Poortugael (1901-1965); trouwde in 1926 met Benjamin Marius Faijan Vlielander Hein (1887-1959), makelaar te Batavia, lid van de familie Hein

    - Jhr. Diederik Jacob Herman Nicolaas den Beer Poortugael (1890-1972), kolonel en letterkundige

Geslachten die opgenomen zijn in het sinds 1910 verschijnende genealogische naslagwerk Nederland's Patriciaat. Lijst volgens opgave van het CBG Centrum voor familiegeschiedenis.
A · B · C · D · E · F · G · H · I · J · K · L · M · N · O · P · Q · R · S · T · U · V · W · Y · Z